# Walbus

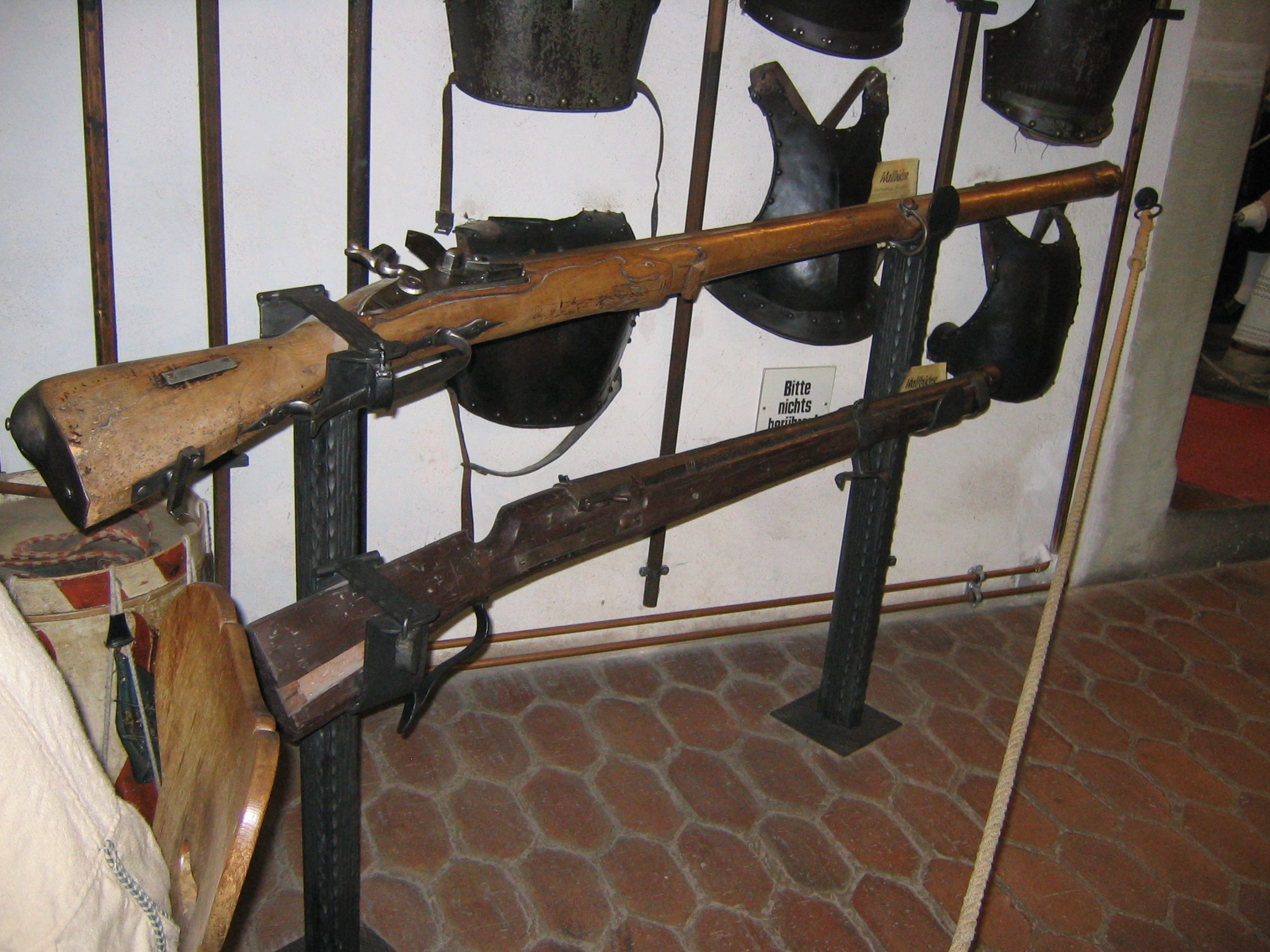
Walbussen in Rothenburg ob der Tauber

Een walbus, walbuks of walgeweer was een vuurwapen uit de 18e en 19e eeuw. Het wapen was in essentie een grote versie van een infanteriegeweer en werd gebruikt ter verdediging van vestingwallen en andere verdedigingswerken.
Walbussen hadden een groter kaliber en een verdere dracht dan de geweren van die tijd, en hadden meestal een weerhaak om het wapen in de grond van de wal te kunnen vastzetten. 
Walbussen waren verdedigingswapens en werden niet meegenomen op een veldtocht. Ze hadden daarom meestal geen voorziening voor een bajonet, of een draagband.